# 雅努阿里亚
雅努阿里亚是巴西米纳斯吉拉斯州的一个市镇。总面积7299.48平方公里，总人口67206人，人口密度9.2人/平方公里。